# ستار محمودی
ستار محمودی (زاده ایلام) سیاست‌مدار و مدرس دانشگاه ایرانی است. وی مدتی سرپرست وزارت نیروی ایران بود. او پیشتر از ۹ شهریور ۱۳۹۲ قائم مقام وزیر نیرو بوده است. حسن روحانی رئیس‌جمهور ایران پس از عدم توفیق گزینهٔ خود حبیب‌الله بیطرف به کسب رای اعتماد از مجلس شورای اسلامی برای وزارت نیرو، محمودی را به سرپرستی این وزارتخانه منصوب کرد.
محمودی دانش‌آموخته کارشناسی زمین‌شناسی از دانشگاه اصفهان و کارشناسی ارشد مهندسی صنایع از دانشگاه صنعتی شریف است. سوابق قبلی او شامل مدیرکل آب استان ایلام، مدیرعامل و رئیس هیئت مدیره شرکت آب منطقه ای غرب کشور، قائم مقام مجری تشکیل شرکت‌های آب و فاضلاب کل کشور و معاونت بهره‌برداری این شرکت، مدیرعامل و رئیس هیئت مدیره شرکت آب منطقه ای استان خراسان، مدیرعامل و رئیس هیئت مدیره شرکت آب و فاضلاب استان تهران، مشاور وزیر نیرو در امور آب و فاضلاب، مدیرعامل شرکت مدیریت منابع آب ایران و مشاور وزیر است.
محمودی در دولت هشتم نشان دولتی درجه سه لیاقت و مدیریت را اخذ کرده است.